# Камышовая улица (Санкт-Петербург)
Камышо́вая улица — улица в Приморском районе Санкт-Петербурга. Проходит от Гаккелевской улицы до Шуваловского проспекта, частью вдоль Юнтоловского лесопарка.

## История
Название было дано 4 апреля 1988 года по камышам, характерным для болотистой местности. 
Фактически улица начала формироваться в 1990 году.

## Пересечения
- Гаккелевская улица
- Стародеревенская улица
- Планерная улица
- Западный скоростной диаметр
- Елагинский проспект
- Яхтенная улица
- Туристская улица
- Шуваловский проспект

## Транспорт
Ближайшие к Камышовой улице станции метро — «Комендантский проспект» и «Беговая»
Строится метро «Богатырская» 3 линии.

## Достопримечательности
- Юнтоловский лесопарк.